# Никольский сельсовет (Щигровский район)
Нико́льский сельсове́т — сельское поселение в Щигровском районе Курской области. 
Административный центр — деревня Длинная.

## География
Населённые пункты Никольского сельсовета расположены по берегам реки Косоржа и её небольших притоков. Никольский сельсовет граничит на севере с Орловской областью, на востоке — с Черемисиновским районом Курской области, на юге с Вышнеольховатским, а на западе — с Большезмеинским и Косоржанским сельсоветами Щигровского района.

## История
В июне 1954 года в состав Никольского сельсовета были включены населённые пункты упразднённого Большезмеинского сельсовета.
26 октября 1965 года из учётных документов была исключена фактически переставшая существовать деревня Кустовка Никольского сельсовета.
В июне 1969 года была исключена из учётных записей фактически переставшая существовать деревня Гремячка Никольского сельсовета.
В ноябре 1990 года был вновь создан Большезмеинский сельсовет, из состава Никольского сельсовета в него было передано село Большой Змеинец, а также деревни: Заречье, Капитоновка, Конопляновка, Новосёловка и Чижовка.
Никольский сельсовет получил статус сельского поселения в соответствии с законом Курской области №48-ЗКО «О муниципальных образованиях Курской области» от 14 октября 2004 года. 

## Население
| 2002 | 2010 | 2012 | 2013 | 2014 | 2015 | 2016 |
| ---- | ---- | ---- | ---- | ---- | ---- | ---- |
| 662  | ↘567 | ↘547 | ↘538 | ↘518 | ↘512 | ↘503 |
| 2017 | 2018 | 2019 | 2020 | 2021 |      |      |
| ↘481 | ↘472 | ↗482 | ↘471 | ↘394 |      |      |

## Состав сельского поселения
| № | Населённый пункт | Тип населённого пункта          | Население |
| - | ---------------- | ------------------------------- | --------- |
| 1 | Длинная          | деревня, административный центр | ↘232      |
| 2 | Курносовка       | деревня                         | ↘114      |
| 3 | Масловка         | деревня                         | ↘17       |
| 4 | Никольский       | посёлок                         | ↗99       |
| 5 | Новодлинная      | деревня                         | ↘17       |
| 6 | Репище           | село                            | ↘22       |
| 7 | Рождественское   | село                            | ↗36       |
| 8 | Соловьёвка       | деревня                         | ↘29       |
| 9 | Чапельник        | посёлок                         | ↘1        |

## Транспорт
Никольский сельсовет связан с Большезмеинским и Вышнеольховатским сельсоветами автомобильной дорогой с твёрдым покрытием. Осуществляется пригородное автобусное сообщение с городом Щигры.